# 蛇鮈碘泡虫
蛇鮈碘泡虫（学名：Myxobolus saurogobionis）为碘泡科碘泡虫属的动物。在中国，分布于浙江等，营寄生生活，寄生在光唇蛇鮈的体表肌肉。